# 伊莎贝尔·贾德
伊莎贝尔·贾德（英語：Isabel Judd，1886年10月19日—1951年6月1日），英国女子竞技体操运动员。她曾代表英国获得1928年夏季奥运会体操比赛女子团体全能铜牌。她于1951年在麥爾安德去世。